# Elena Parchomenko
Elena Parchomenko (in russo Елена Пархоменко?; Baku, 11 settembre 1982) è una pallavolista azera.
Gioca nel ruolo di centrale nell'Azərreyl Voleybol Klubu.
È la sorella maggiore della pallavolista Oksana Parchomenko.

## Carriera
La carriera di Elena Parchomenko inizia nel 1999, tra le file del Neftyag Baku. Un anno dopo va a giocare nel Lokomotiv Bakı Voleybol Klubu. Nel 2001 viene ingaggiata dall'Azərreyl Voleybol Klubu, con cui vince subito la Top Teams Cup. Nel 2005 con la nazionale azera raggiunge il quarto posto al campionato europeo.
Nel 2007 viene ingaggiata dal Volley Club Padova, per disputare la parte finale della stagione 2006-07. Al termine dell'esperienza in Italia, torna a giocare nell'Azərreyl Bakı, con cui vince nuovamente il campionato. Nella stagione successiva gioca nuovamente la finale di campionato, perdendo contro il Rabitə Bakı Voleybol Klubu. Nel 2009 torna a giocare nel Lokomotiv Bakı Voleybol Klubu, con il quale vince la Challenge Cup 2011-12.
Nella stagione 2012-13, viene ingaggiata dall'Azəryol Voleybol Klubu, mentre nella stagione successiva ritorna nell'Azərreyl Voleybol Klubu.

## Palmarès

### Club
- Top Teams Cup: 1

2001-02
- Challenge Cup: 1

2011-12

### Premi individuali
- 2005 - Qualificazioni al World Grand Prix 2006: Miglior servizio
- 2005 - Qualificazioni al campionato mondiale 2006: Miglior attaccante